# Haliclona tubulosa
Haliclona tubulosa är en svampdjursart som först beskrevs av Miklucho-Maclay 1870.  Haliclona tubulosa ingår i släktet Haliclona och familjen Chalinidae. Inga underarter finns listade i Catalogue of Life.